# Kanton La Clayette

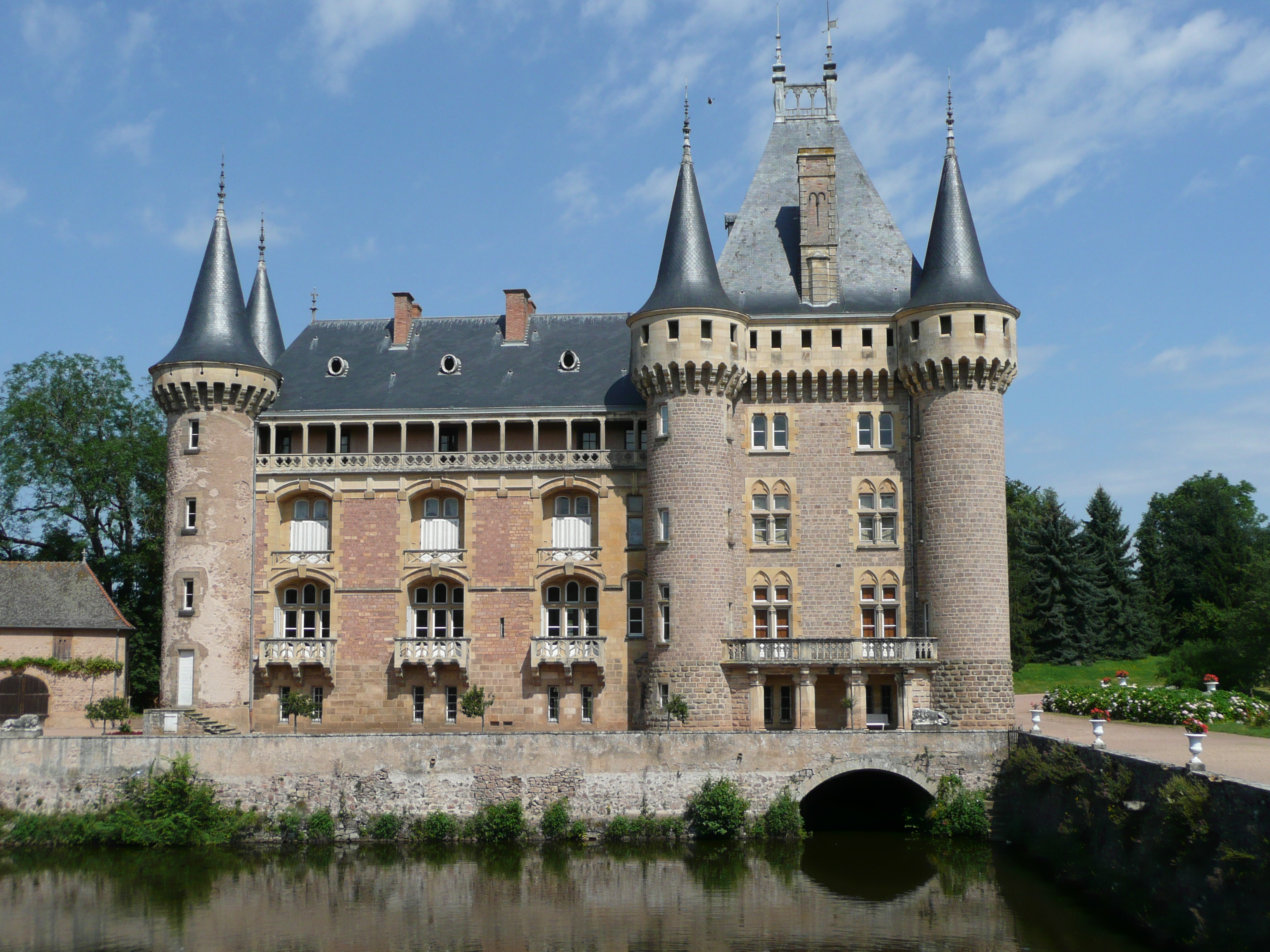
Het kasteel van La Clayette

La Clayette is een voormalig kanton van het Franse departement Saône-et-Loire. Het kanton maakte deel uit van het arrondissement Charolles. Het werd opgeheven bij decreet van 18 februari 2014, met uitwerking op 22 maart 2015.

## Gemeenten
Het kanton La Clayette omvatte de volgende gemeenten:
- Amanzé
- Baudemont
- Bois-Sainte-Marie
- La Chapelle-sous-Dun
- Châtenay
- La Clayette (hoofdplaats)
- Colombier-en-Brionnais
- Curbigny
- Dyo
- Gibles
- Ouroux-sous-le-Bois-Sainte-Marie
- Saint-Germain-en-Brionnais
- Saint-Laurent-en-Brionnais
- Saint-Racho
- Saint-Symphorien-des-Bois
- Vareilles
- Varennes-sous-Dun
- Vauban